# 平野淳
平野 淳（ひらの じゅん、1974年12月4日 - ）は、東京都出身のサッカーコーチ。東振化学株式会社代表、株式会社ファンルーツ代表、FCトレーロス代表として、サッカーの普及活動を幅広く行う。

## 人物
1974年東京都生まれ。大学卒業後にヨーロッパ留学。帰国後、FC東京育成部、横浜F・マリノスユースチームフィジカルコーチなどを務める。また、それまでの豊富な知識と経験を生かし、ファンルーツ式サッカー哲学と称した、オリジナルサッカープログラムを構築する。活動は日本国内に留まらず、ベトナム、カンボジア、米国などでも、子ども達のサッカー教室や指導者講習会を通し、キッズプログラムの普及に努める。サッカーを通した海外と日本の架け橋として活躍する、ジュニアサッカーのパイオニア的存在として広く知られる。
現在は、株式会社ファンルーツ代表取締役、FCトレーロス代表として日本国内だけでなく、世界各国でジュニアサッカーの普及活動に務めている。

## 指導者資格
- 1995年　イングランドサッカー協会公認インターナショナルコーチ （イングランド）
- 1999年　オランダサッカー協会公認インターナショナルコーチ　（オランダ）
- 1999年　ヨーロッパサッカー連盟公認B級コーチ
- 1999年　スコットランドサッカー協会公認 フィジカルプレパレーション （スコットランド）
- 2000年　インディアナ州立大学 アスレティックトレーニング （アメリカ）
- 2001年　全米コーチ協会公認 ナショナルコーチ　（アメリカ）
- 2006年　イングランドサッカー協会公認ユースコーチ
- 2007年　オーストラリアサッカー協会公認ジュニアコーチ
- 2008年　日本サッカー協会公認スポーツマネージャーズカレッジ

## 指導歴
- 1995年　明和FC （東京都杉並区）
- 1997年　ジェフ市原ジュニアユース（U13）にて研修
- 1998年-1999年　エッフェレンBC（ドイツ）
- 2000年-2003年　FC東京育成部コーチ
- 2003年-現在　ファンルーツアカデミー（キッズインターナショナルサッカーパーク）統括責任者
- 2003年　Southern Methodist University Summer Camp（米国）
- 2003年　ベトナム、カンボジアにてサッカー教室
- 2004年-2006年　横浜F・マリノス育成強化部フィジカルコーチ
- 2009年-2010年　横浜FCユースコーチ
- 2009年-現在　FCトレーロス代表（東京都杉並区）

## エピソード
幼稚園の頃から、憧れの兄の影響でサッカーを始める。丁度キャプテン翼の影響で全国の子ども達がサッカーに夢中になっていた頃。当時は「ダイアモンド・サッカー」というTV番組があり、海外サッカーに魅了されていた。幼い頃に海外サッカーを見ていたからか、徐々に海外に対する憧れを強く抱くようになる。
しかし、両親からは「大学を出てから好きなことをしなさい」と助言を受け、大学に進学をする。大学は、高校在学中に生物の教師が言った「10年後には日本や世界中で環境変動が起こる。環境（エコ=エコロジー）が問われる社会になるだろう」という言葉が心に響き、「環境破壊が進めばサッカーができなくなってしまう。地球破壊を食い止めなくては」との思いで農学部へと進学を志す。これを機に「エコ」は平野にとって生涯第2のテーマとなった。
大学在学中に休学をし、夢の海外（英国）留学が実現する。この時の経験が平野の人生を変えたといっても良い。そこで衝撃を受けたことは、サッカーが人々の生活の一部となっていることだった。どこへ行ってもサッカーの話題。サッカーを知っていれば、友達がすぐにできる。そして、もっと自分の考えを伝えたいという思いから、英語力を向上しなくてはと思い、急激に成長する。まさに、サッカーが私に英語への興味、関心を与えてくれた。

## 海外での初仕事
帰国後、大学卒業までの間、留学で得た語学を生かして何かできないかと模索しているとき、知人の紹介で、ジェフ市原での通訳の話が舞い込む。将来サッカーコーチを職にしたいと考えていた平野にとっては絶好の環境だったと後に語っている。大学卒業後、更なるスキルアップを図るべく、再度、欧州へ渡ることを決意する。
今回は指導法などで伝統のあるドイツ。ケルン市郊外にある町クラブ「エッフェレンBC」の小学生を指導することとなった。ドイツ語もままならないなか、10歳の子ども達が相手。この時の思い出を次のように語っている。「子ども達は言葉の話せない私を軽く見ていたのでしょう。「集合」とつたないドイツ語で声をかけると、一斉に四方に散ってしまったのです。「これではいけない。ひとつのチームとしてまとめるには私自身が変わらなくてはならない。」と危機感を感じ（原文ママ）、ドイツ語を猛勉強したのです。人は危機感や興味を持つと飛躍的に成長するのでしょうか。日々ドイツ語の成長を実感し、自分のドイツ語が成長するに連れ、子ども達は私の努力を認めてくれるようになったのです。同時にチームも勝利を重ねるようになることで、私に否定的だった保護者も協力的になったのです。これは、私にとって大きな自信へと繋がりました。」
この時の経験が後の平野の生き方に多くの影響を与えることとなった。

## その地に合ったサッカー
ドイツより帰国した後、FC東京や横浜F・マリノスで指導を行う。平野は「海外で得たものを子ども達に伝えたい」という思いで、指導に情熱を注いだ。コーチとして経験を積むにつれ、「サッカーを通してもっと子ども達に伝えられるものがあるのでは」と思いから、現在の株式会社ファンルーツを立ち上げることになった。
設立後、これまでのサッカーでの経験に加え、大学で培った知識を加え、エコサッカーキャンプという「サッカーで地球環境を考える」をテーマとしたキャンプを行うなど、都会では経験できない自然体験を行う機会を積極的作った。これらのキャンプを通し、幼い子ども達が地球を大切にする心を養うことができればとの思いで積極的に取り組んでいる。
その他にもボランティア活動として、ベトナムやカンボジアでプログラムサポート、障害者スポーツのサポートなどを積極的に行っていた。

## 著書
- ジュニアサッカーバイブル - 小学生指導の実践Q&A（2004年 カンゼン）
- ジュニアサッカーバイブル2 小学生のトレーニング集（2004年 カンゼン）
- ジュニアサッカーバイブル3 小学生のトレーニング集2（2007年 カンゼン）
- ジュニアサッカーバイブル4 世界の指導者が答えたサッカーコーチングQ&A（2007年 カンゼン）
- 親子で楽しむサッカー - 幼児から小学生向け（2005年 カンゼン）
- ジュニアサッカーコーチングブック（2007年 ベースボールマガジン社）
- サッカーU-12コーチングブック（2007年 ベースボールマガジン社）
- よくわかる少年サッカールール（2008年 主婦の友）
- ジュニアサッカーコーチングメソッド（2009年 ベースボールマガジン社）
- ジュニアサッカーバイブル5 小・中学生のサッカーチームをつくろう！（2010年 カンゼン）
- U6キッズサッカートレーニングハンドブック（2011年 ベースボールマガジン社）